# Walter Hamelehle
Walter Hamelehle (auch Hammelehle; * 21. Oktober 1912 in Stuttgart; † 11. August 1946) war ein deutscher Motorradrennfahrer.

## Leben
Der 1912 in Stuttgart geborene Walter Hamelehle erlernte nach seiner Schulausbildung den Beruf des Bauklempners und arbeitete in den Karosseriewerken von Mercedes-Benz in Sindelfingen, wo er auch wohnte. Schon früh hatte er eine Leidenschaft für Motorräder entwickelt und sparte sich deshalb das Geld für eine eigene Rennmaschine zusammen.
1934 bestritt er auf seiner 350-cm³-Norton sein erstes Rennen als Ausweisfahrer und fiel an zweiter Stelle liegend durch Sturz aus. Wenig später errang Hamelehle beim Solitude-Rennen auf der Stuttgarter Solitude seinen ersten Sieg in der Ausweisfahrer-Klasse. In den folgenden Jahren machte er auf seiner Norton durch Siege und stetige gute Platzierungen direkt hinter den Werksfahrern auf sich aufmerksam. 1936 wurde Hamelehle als Privatfahrer hinter dem NSU-Werksfahrer Heiner Fleischmann Deutscher Vizemeister in der 350er-Klasse.
Deshalb wurde er 1937 von August Prüssing ins DKW-Werksteam aufgenommen, in dem er in der Folge mit Größen wie Ewald Kluge, Walfried Winkler, Siegfried Wünsche, Bernhard Petruschke oder Heiner Fleischmann startete. Die Umstellung von dem englischen Viertakter auf den Zschopauer Zweitakter verlief für Walter Hamelehle jedoch nicht ohne Probleme. Denn die DKW verfügte über eine erheblich geringere Motorbremswirkung und war durch die Flüssigkeitskühlung deutlich schwerer als die luftgekühlte Norton, wodurch Hamelehle seinen Fahrstil umstellen musste.
Für DKW absolvierte er zahlreiche Rennen. Anfang August 1938 stürzte er beim Großen Preis von Deutschland auf dem Sachsenring nach einer starken Leistung und zog sich dabei eine Fußverletzung zu, die ihn zum vorzeitigen Saisonende zwang. Ein Jahr später gewann Walter Hamelehle den zur Motorrad-Europameisterschaft 1939 gehörenden Großen Preis von Deutschland in der Klasse E (bis 350 cm³) vor den Velocette-Piloten Ernie Thomas und Franz-Josef Binder. Da wenige Wochen später alle Rennaktivitäten wegen des Ausbruchs des Zweiten Weltkrieges eingestellt wurden, blieb dies der letzte deutsche Grand-Prix-Sieg der Vorkriegsära.
Nach Kriegsausbruch eröffnete Walter Hamelehle in seiner Wahlheimat Metzingen eine Tankstelle mit Autowerkstatt. Im August 1946 erlag er im Alter von 33 Jahren einem Krebsleiden.

## Statistik

### Erfolge
- 1936 – Deutscher 350-cm³-Vizemeister auf Norton

### Rennsiege
(gefärbter Hintergrund = Europameisterschaftslauf)
| Jahr | Klasse  | Maschine | Rennen                       | Strecke     |
| ---- | ------- | -------- | ---------------------------- | ----------- |
| 1939 | 350 cm³ | DKW      | Großer Preis von Deutschland | Sachsenring |

## Verweise